# Elsebach (Bieber)
Der Elsebach ist ein rechter Zufluss der Bieber im Main-Kinzig-Kreis im hessischen Spessart.

## Geographie

### Verlauf

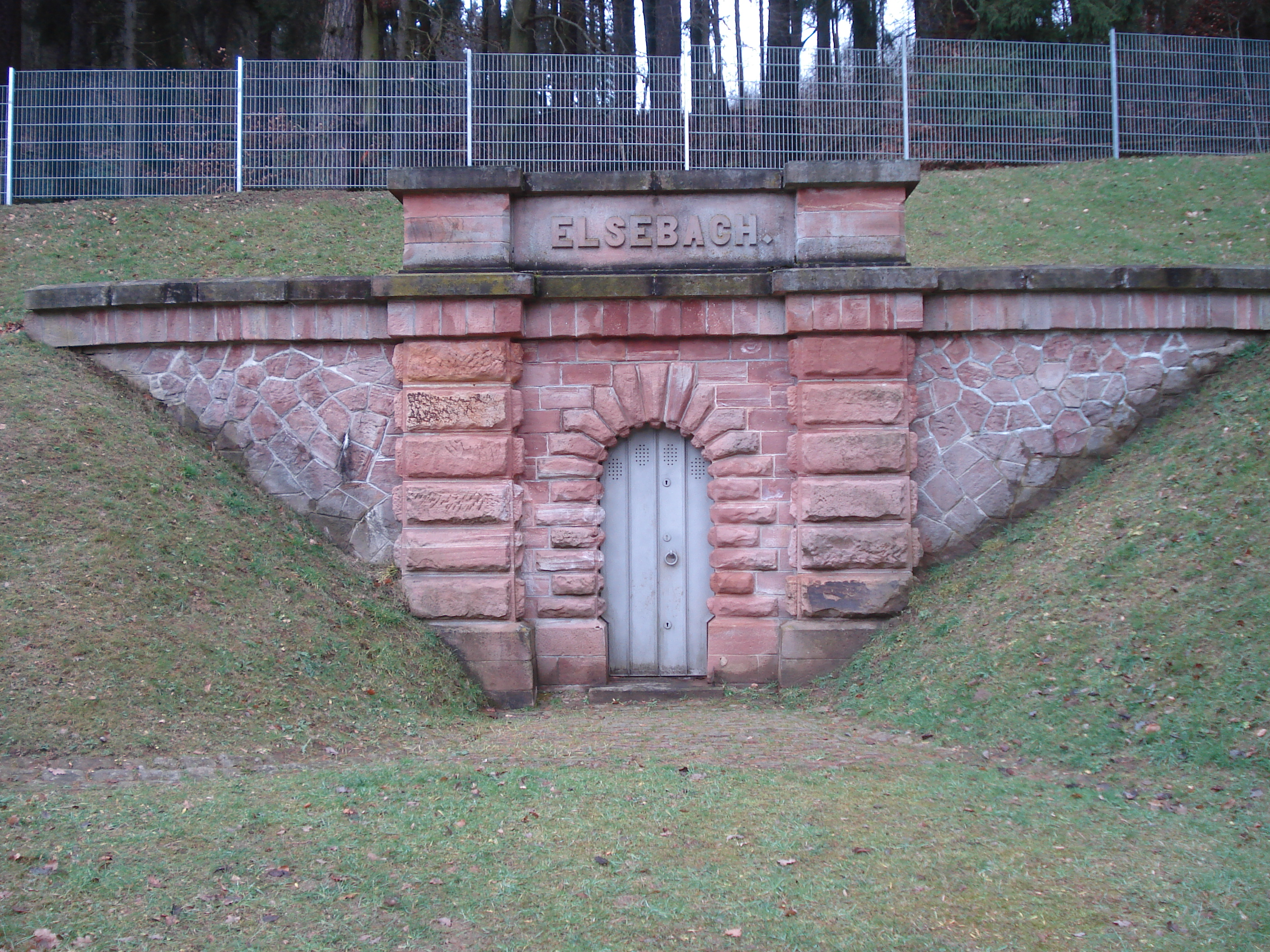
Trinkwasserstollen Elsebach

Der Elsebach entspringt nordöstlich von Röhrig auf einer Höhe von etwa 275 m ü. NHN am Trinkwasserstollen Elsebach. Diese Quelle hat heute keinen oberirdischen Abfluss zum Elsebach mehr. 
Er durchfließt den Ort und mündet am südöstlichen Ortsrand auf einer Höhe von ungefähr 235 m ü. NHN von rechts in die Bieber.
Auf  der  Strecke  von  etwa  500 Metern  überwindet  der  Bach  einen  Höhenunterschied von etwa 40 Meter. Er hat somit ein mittleres Sohlgefälle von etwa 80 ‰. 

### Flusssystem Kinzig
- Liste der Fließgewässer im Flusssystem Kinzig (Main)

## Einzelnachweise

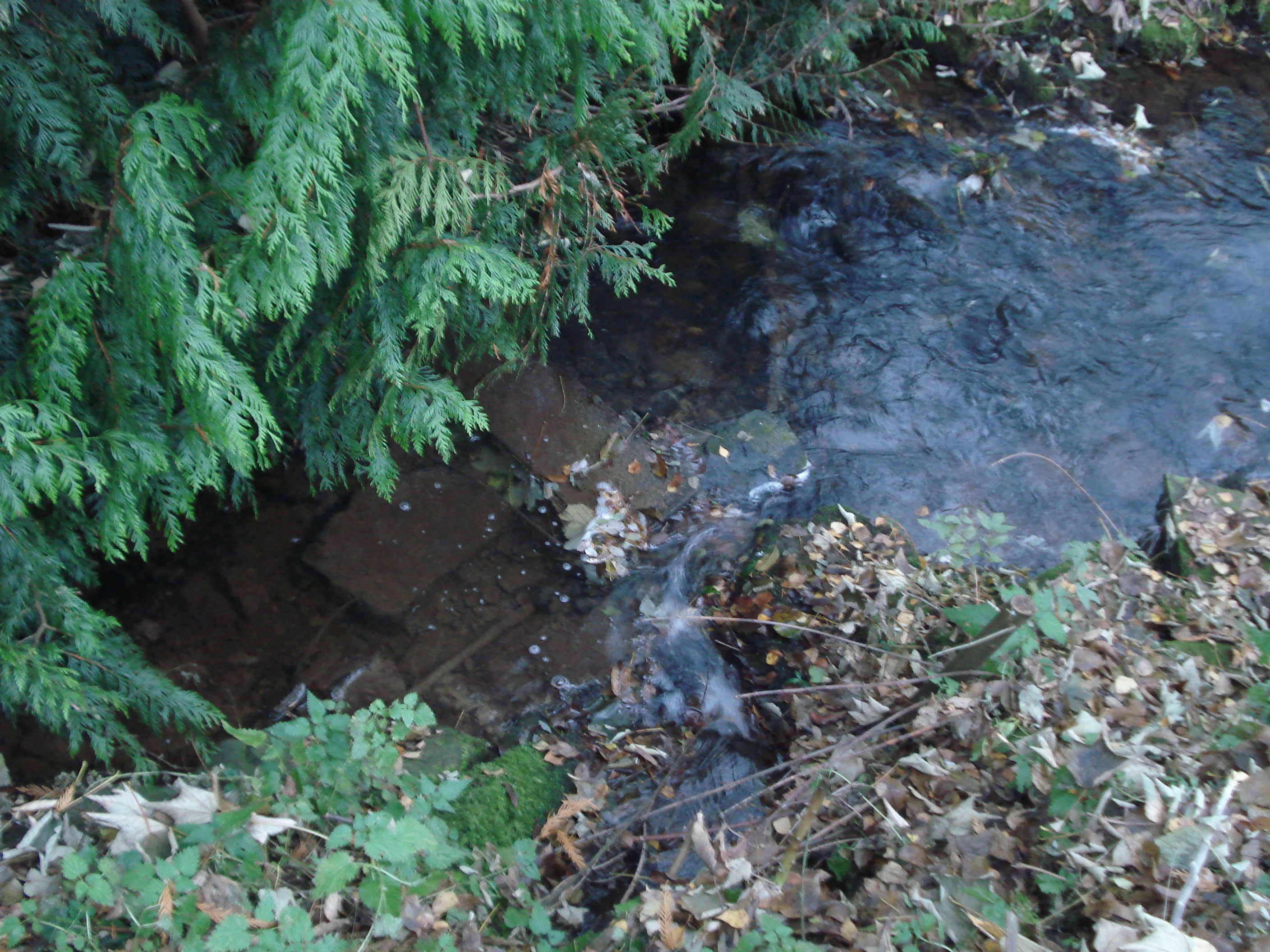
Der Elsebach (Rohr unten) mündet in die Bieber